# Only Yazoo - The Best of Yazoo
Only Yazoo - The Best of Yazoo è un album discografico di raccolta del gruppo musicale britannico Yazoo, pubblicato nel 1999.

## Tracce
1. Only You – 3:12
2. Ode to Boy – 3:38
3. Nobody's Diary – 4:31
4. Midnight – 4:20
5. Goodbye 70's – 2:33
6. Anyone – 3:25
7. Don't Go – 3:06
8. Mr Blue – 3:26
9. Tuesday – 3:19
10. Winter Kills – 4:03
11. State Farm – 3:35
12. Situation (US 12" Mix) – 5:46
13. Don't Go (Todd Terry Freeze Mix) – 6:12
14. Situation (Club 69 Future Funk Mix) – 8:48
15. Only You (1999 Version) – 2:53

## Formazione
- Vince Clarke
- Alison Moyet